# Colonna dell'indipendenza
La Colonna dell'indipendenza è un monumento storico che si trova a Città del Messico nella rotatoria in cui confluiscono il Paseo de la Reforma e le vie Florencia e Río Tíber: è generalmente conosciuto come el Ángel ("l'Angelo"), el Ángel de la Independencia ("l'Angelo dell'indipendenza") o meglio Monumento all'indipendenza.

## Storia e descrizione

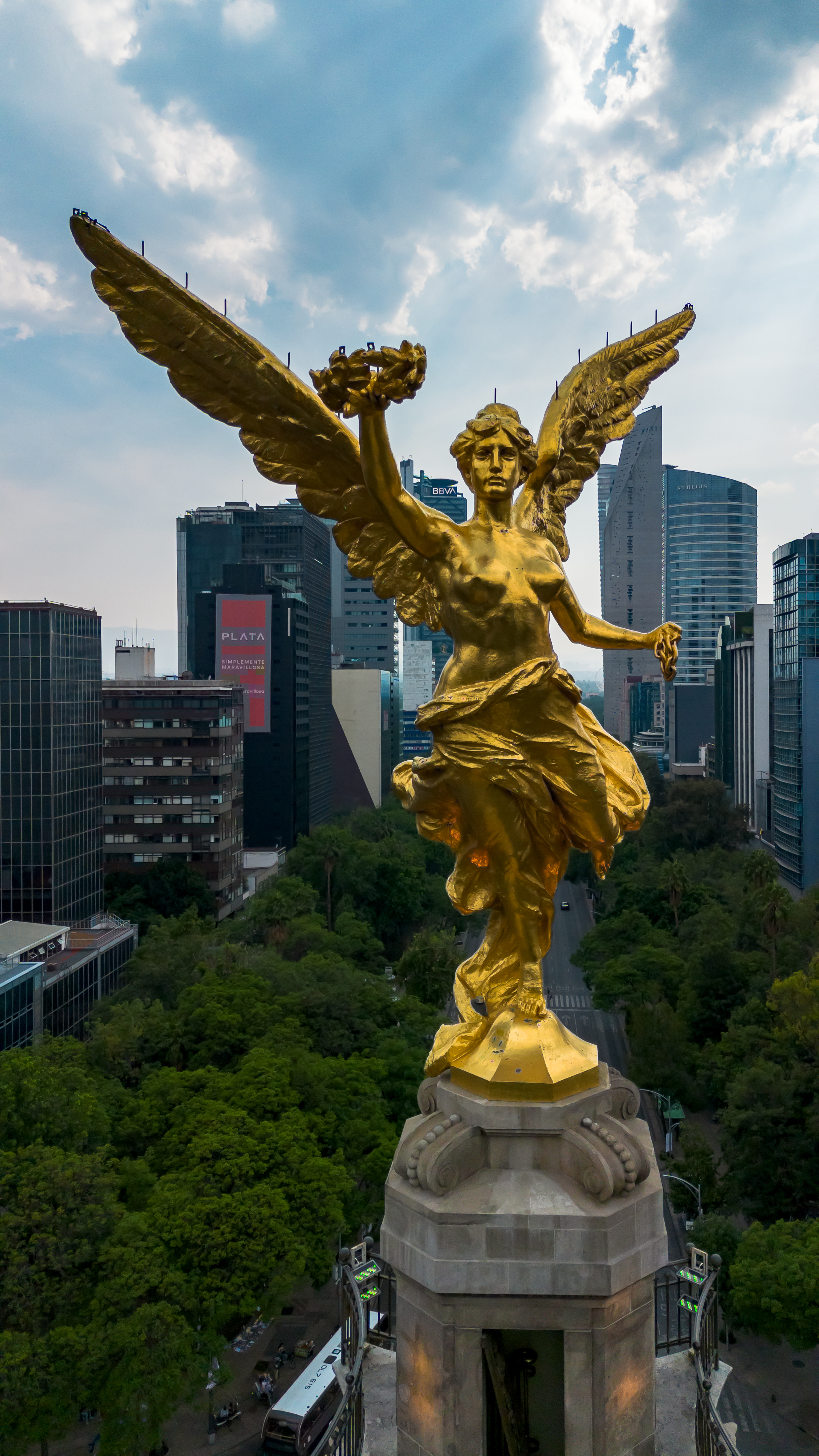
“Vittoria alata”, la scultura che sovrasta il monumento.

Il monumento all'indipendenza del Messico fu proposto dal presidente del Messico Porfirio Díaz, per commemorare il primo centenario di vita del paese. Originariamente si pensava di costruirlo nel centro dello Zócalo di Città del Messico, ma alla fine fu collocato sul Paseo de la Reforma. Il concorso per il disegno fu aperto nel 1877.
La principale figura del monumento è la statua dell'Angelo: in realtà non si tratta di un angelo, ma della rappresentazione della dea greca Nike, la dea alata della vittoria. Porta in mano una corona di alloro, regalo offerto ai vincitori e nell'altra mano tiene una catena rotta che rappresenta la libertà dal dominio spagnolo. La statua è di bronzo ricoperta d'oro, è alta 6,7 metri e pesa 7 tonnellate.
La prima pietra fu posta il 2 gennaio 1902 dal presidente Porfirio Díaz. L'opera fu conclusa nel 1910 e fu inaugurata il 16 settembre per commemorare il centenario dell'indipendenza del Messico.
La direzione del progetto fu affidata all'architetto Antonio Rivas Mercado (1853–1927). Le sculture furono realizzate dall'italo-francese Enrique Alciati. Poggia sopra una colonna centrale, con un gruppo scultoreo sulla base, le cui statue in direzione dei quattro punti cardinali rappresentano la Legge, la Pace, la Giustizia e la Guerra. Queste sculture, assieme all'Ángel, furono elaborate in gesso in Messico e fuse in bronzo a Firenze, usando la tecnica della cera persa.
Nel secondo livello c'è un altro gruppo di statue di marmo raffiguranti Vicente Guerrero, Josè Maria Morelos, Francisco Javier Mina e Nicolás Bravo.
L'eccellente cementazione dell'Ángel, unito al continuo sprofondamento della città ha portato il monumento, che originariamente si trovava a livello del suolo, più in alto rispetto al livello della città. Per compensare questa differenza nel corso degli anni, intorno al monumento, si sono dovuti aggiungere 17 gradini, circa un gradino ogni 5 anni e mezzo.
Nell'anno 2006 si sono svolti lavori di pulizia e restauro. In varie occasioni il monumento era già stato restaurato, come nel 1957 quando la statua dell'Angelo dopo un grande terremoto, cadde dalla colonna.

## Eroi sepolti nel monumento
Nel 1925 i resti degli eroi dell'indipendenza messicana furono sepolti nel sotterraneo della colonna, dove si trovano tuttora. I personaggi sepolti sono:
- Miguel Hidalgo y Costilla, Padre della Patria
- José María Morelos y Pavón
- Ignacio Allende
- Juan Aldama
- Mariano Jiménez[2]
- Mariano Matamoros
- Vicente Guerrero
- Francisco Javier Mina
- Andrés Quintana Roo
- Leona Vicario
- Nicolás Bravo
- Guadalupe Victoria

L'unica donna sepolta nella Colonna è Leona Vicario, visto che l'altra grande eroina dell'indipendenza Josefa Ortiz de Domínguez detta la Corregidora de Querétaro si trova sepolta proprio in quella città.

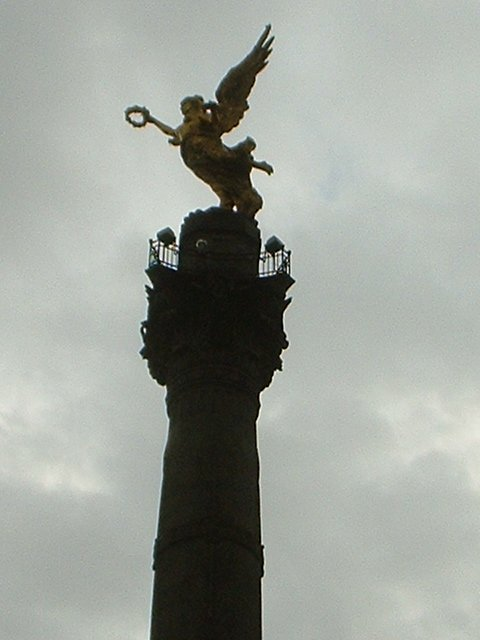
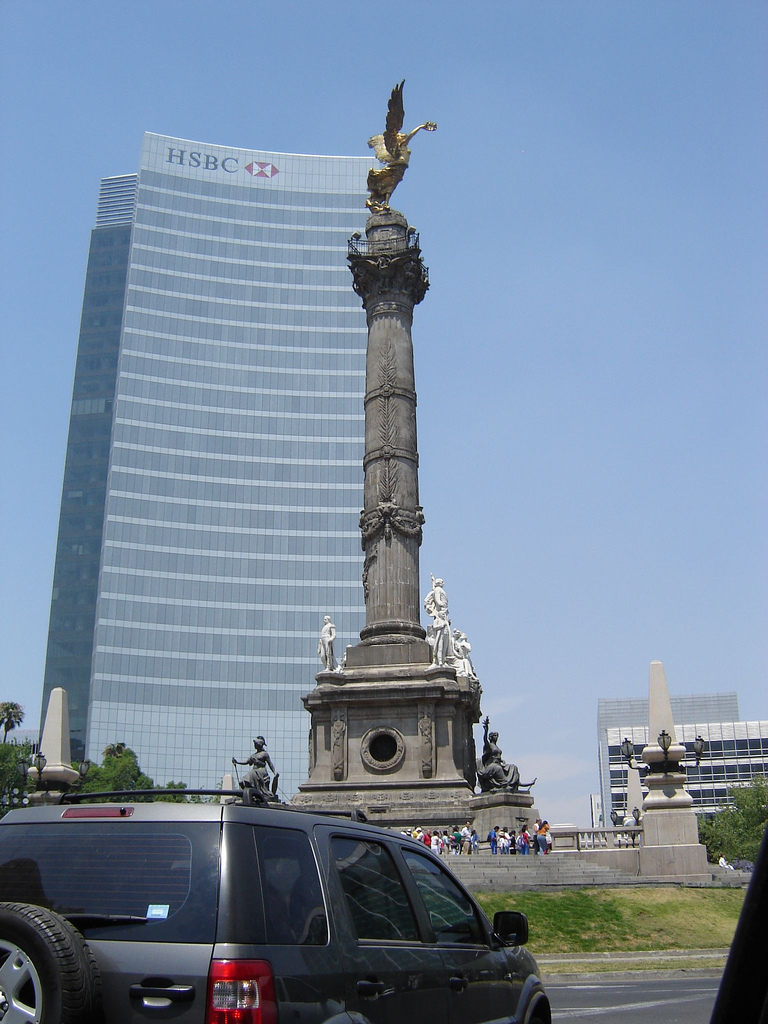
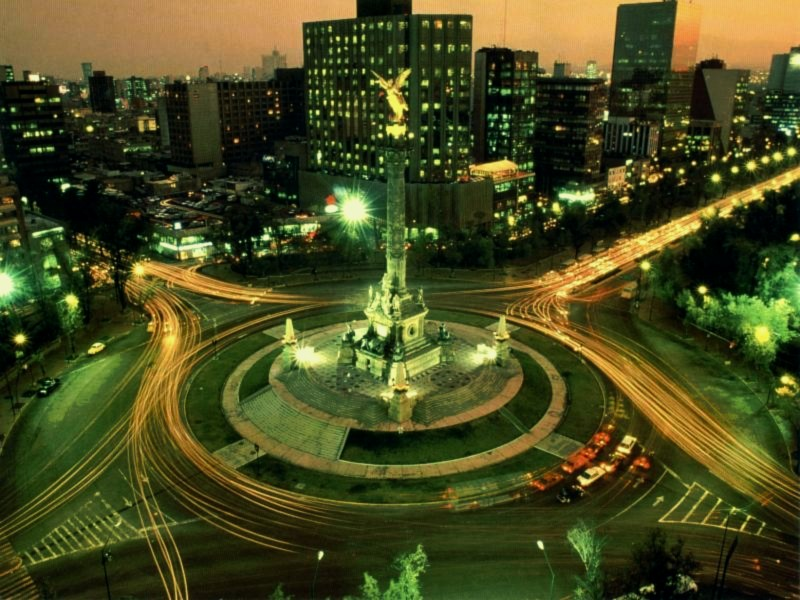
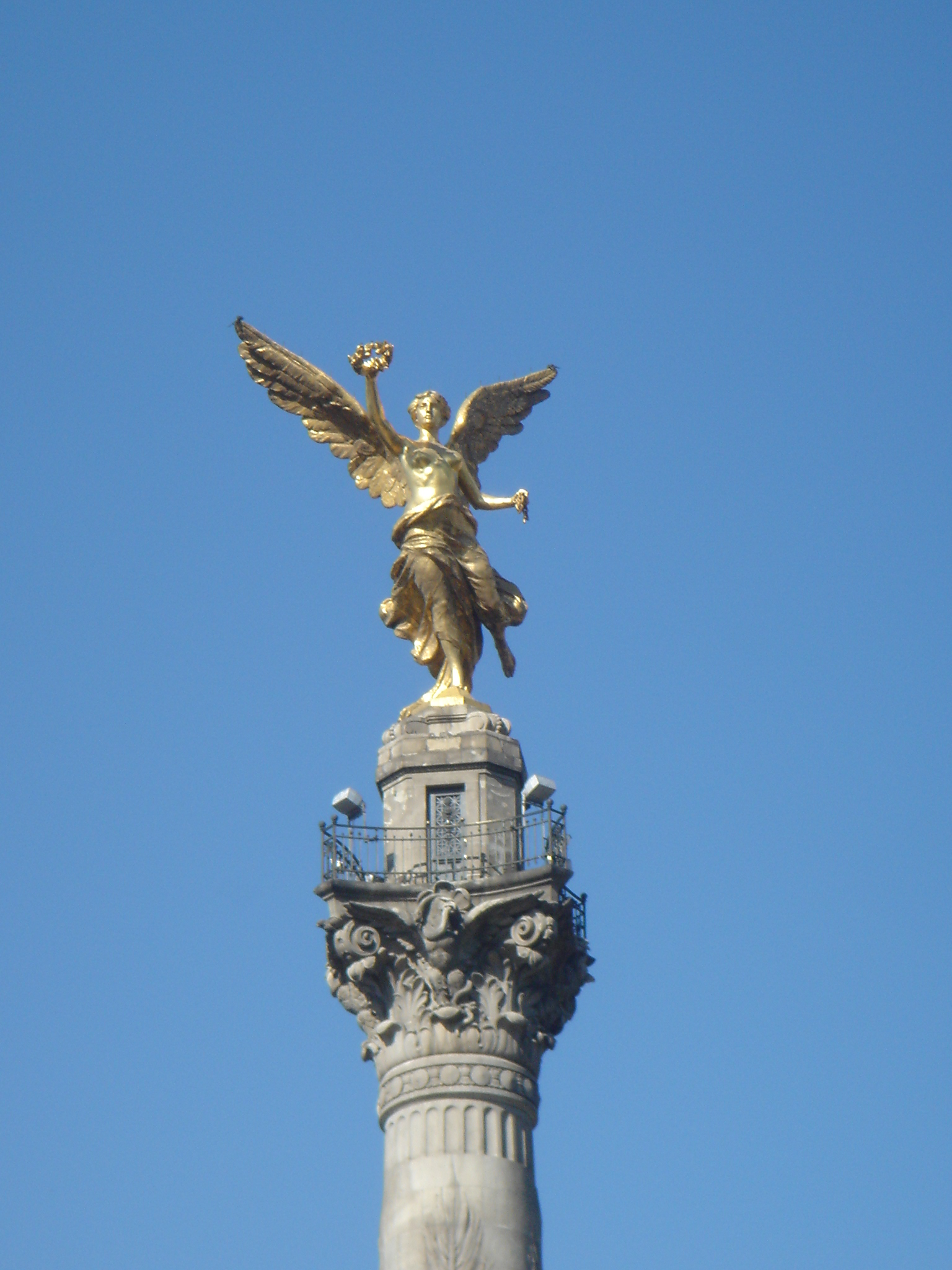
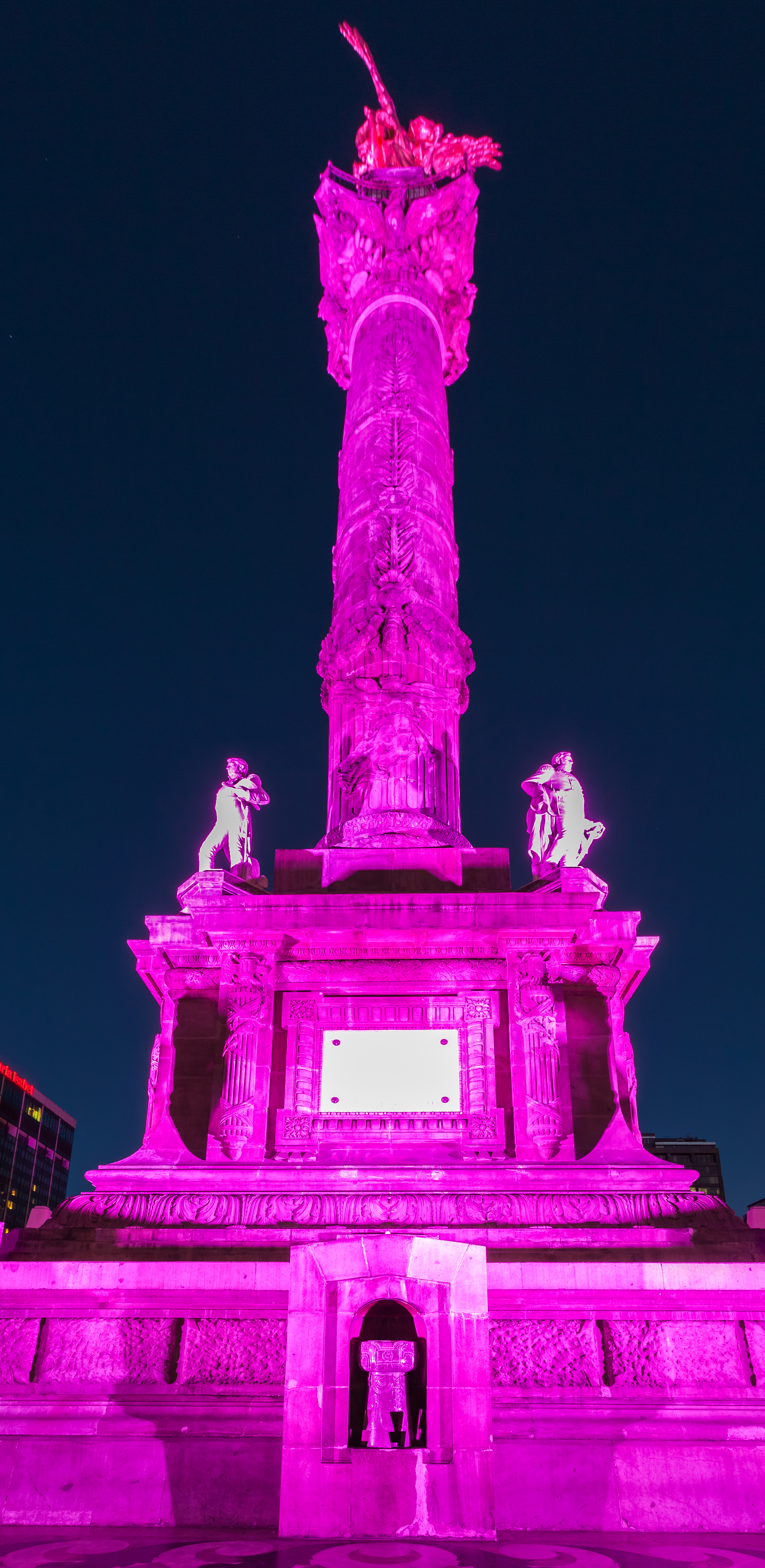
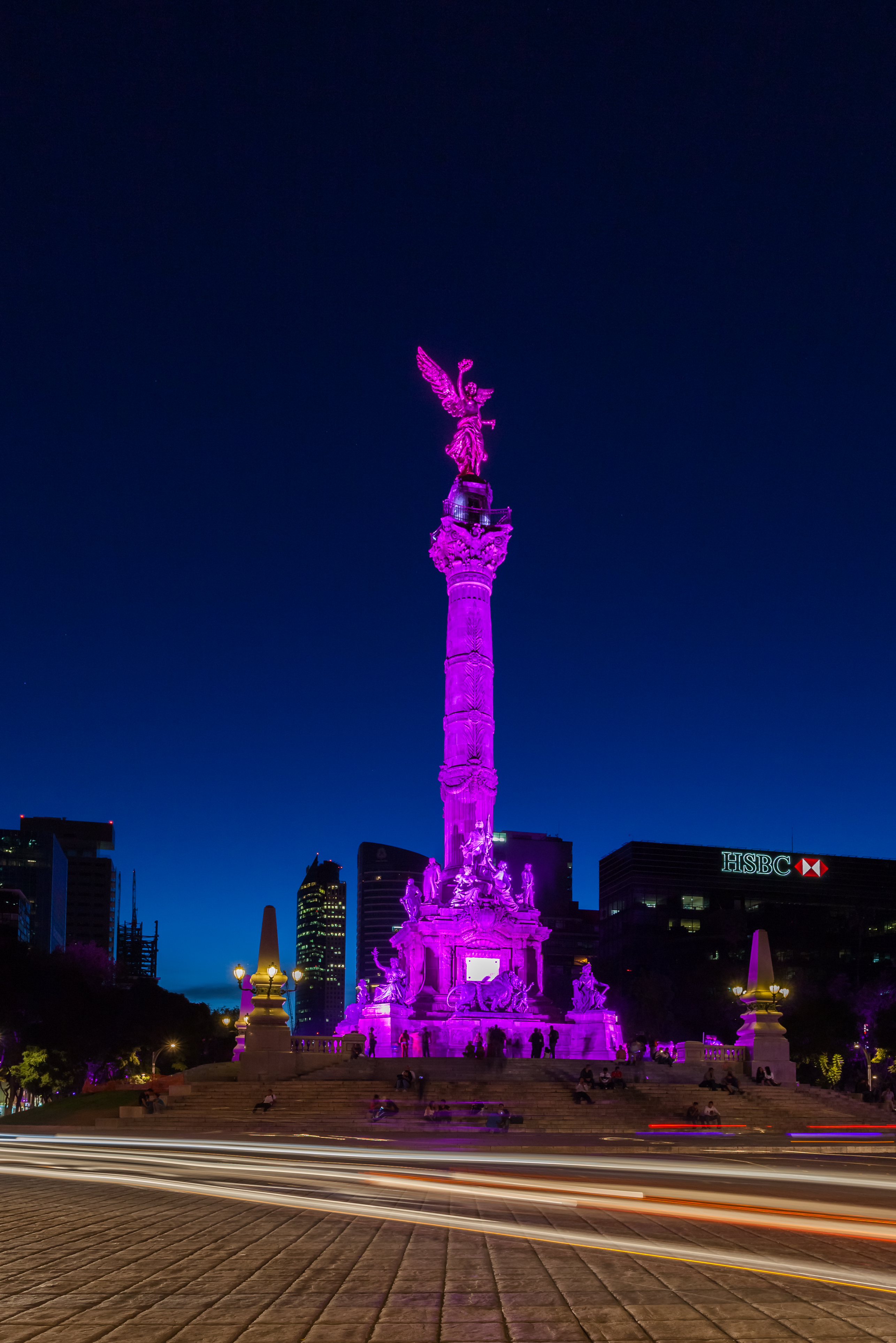